# El Callao (Bolívar)
El Callao es la capital del municipio homónimo en el estado Bolívar, Venezuela. La población se ubica en un valle, se puede llegar por vía terrestre y fluvial. Su población (según censo 2011) es oficialmente de 29 214 habitantes. La temperatura es casi la misma a la del municipio entero, 28 °C. 
Es una de las poblaciones más ricas de Venezuela por sus yacimientos de oro. En El Callao se importa vino, telas, perlas (cristales) para joyería y orfebrería.
El Callao destaca por ser una ciudad multicultural venezolana, donde conviven diversas mezclas y variantes de la cultura afrocaribeña y antillana. Hasta mediados del siglo XX cuando empezó a ser regulado por el gobierno nacional, la mayoría de los habitantes en El Callao hablaban inglés e idiomas criollos como el patois, el cual tiene influencia mayoritariamente francesa, idioma que se ha ido perdiendo en generaciones, a diferencia del resto de la población hispanoparlante en el país.

## Historia
La ciudad de El Callao siglo XIX flanqueada en su parte norte por el valle del río Yuruari, fue fundada en 1864 en las antiguas tierras pertenecientes a la Misión de San Félix del Cantalicio de Tupuquén, construida por los misioneros capuchinos en 1770, muy cerca de la quebrada de Caratal donde al parecer "los indígenas encontraban a flor de piel pepitas de oro que le entregaban a los misioneros" (Fernández, 1995). Así, cuando el boom del oro estalló en la cuenca del Yuruari, esa parte de la Guayana venezolana  comenzaron a llegar venezolanos, africanos, antillanos, ingleses, españoles, brasileños, italianos y franceses que exploraban la zona, de ahí, las varias lenguas (patois) y gastronomías descendientes de estos grupos étnicos. comenzó a ser conocida como la tierra del oro, el calipso y el carnaval.
El 18 de enero de 1870 fue fundada la Compañía Minera de El Callao, con el empresario corso Antonio Liccioni como presidente y Juan Bautista Dalla Costa como miembro de la directiva de esta empresa por muchos años. Esta fue la empresa más importante en la producción de oro durante el período 1880-1890 y mantuvo el rendimiento promedio por sobre las otras empresas mineras, lo que ocasionó que fuese una fuente de ingresos, de riqueza y empleo en el distrito aurífero de El Callao.
El Callao y algunas poblaciones vecinas como Guasipati, Tumeremo, El Dorado, Kavanayen y Santa Elena de Uairen son las zonas con más idiomas foráneos en Venezuela, debido a la gran migración de extranjeros que se establecieron para la búsqueda del oro. Los idiomas más fuertes establecidos fueron el inglés, el francés y el portugués, siendo de más baja influencia el neerlandés.
Uno de los hechos más resaltantes fue que en 1876, esta población se preparó y presenció el primer juego de fútbol en Venezuela.
El Callao constituye el centro productivo de la explotación de oro, con reservas superiores a las 1000 toneladas en sus diversas áreas en concesión y sede de importantes empresas de minería como la estatal Minerven, Promotora Minera de Guayana, Venrus, entre otras, las cuales generan impactos económicos en Guasipati Roscio, y constituyen la principal fuente de empleo de la población asentada en esta zona del Sur de Bolívar.
En noviembre de 2017, el sector Valle Verde de El Callao ocurrió un hecho confuso entre militares y presuntos asaltantes perteneciente a la banda «El Chingo», donde 9 de estos resultaron muertos y un funcionario herido. Este suceso se suma a los que vienen ocurriendo en  la zona del Arco Minero del Orinoco.

## Carnavales
Los vistosos carnavales de El Callao ya han ganado fama y tradición con el calipso guayanés que se originó con la llegada de los antillanos de la isla de Trinidad los cuales trajeron su música, gastronomía y su inglés típico, se mezcló con lo local surgiendo el patois local y otras costumbres. Figura notable de las comparsas de carnaval y su principal auspiciadora fue la «madama» Isidora Agnes, popularmente llamada Negra Isidora, que le dio gran trascendencia a este espectáculo. Los instrumentos principales son el bumbac, el rallo, la campana y el cuatro venezolano. El calipso era un género musical en el que representaban el trabajo del día a día. Fue creado como un canto de protesta para que el gobierno les dejara trabajar.
El carnaval es uno de los más importantes de Venezuela y la fiesta más esperada por los turistas y habitantes de la zona. Es famoso por su colorido, su riqueza cultural y el calipso. Tiene sus personajes principales como lo son las madamas, mediopintos, fantasías y diablos. También hay otros personajes como el minero, el mamarracho y las negritas. La fundadora de los carnavales de El Callao fue Isidora Agnes (La Negra Isidora). Primero salían a las calles en forma de protesta por el trabajo duro, luego se organizaron fiestas para el asueto.